# Josh Lacey
Josh Lacey (geboren 1968 in London) ist ein britischer Kinderbuchautor, er schreibt auch unter dem Pseudonym Joshua Doder.

## Leben
Josh Lacey wuchs in London auf. Er schreibt Kinderbücher. In seinem ersten Buch findet der Protagonist Tim den Hund Grk, und die beiden machen sich auf die Suche nach dessen Zuhause. Daraus entstanden eine Reihe weiterer Bücher über das Paar, die es 2006 auf die Auswahlliste für den Branford Boase Award schafften. Auch über den Drachensitter (das ist ein Babysitter für Drachen) Edward Smith-Pickle sind mittlerweile mehrere Fortsetzungen erschienen. Lacey schrieb einen historischen Kinderroman und verfasste auch eine Biografie des Fußballers Charles William Miller, der den Fußballsport nach Brasilien brachte.

## Werke (Auswahl)
- God Is Brazilian: Charles Miller, the Man Who Brought Football To Brazil. NPI Media Group, 2007
- Bearkeeper. Marion Lloyd Books, London 2008
- The One That Got Away. Marion Lloyd, London 2009
- Two Tigers on a String. Marion Lloyd, Leamington Spa 2009
- The robbers. Illustrationen Stephen Elford. Barrington Stoke, Edinburgh 2009
- Three Diamonds and a Donkey. Marion Lloyd, London 2010
- Island of thieves. Houghton Mifflin Harcourt, Boston 2011
- The mystery of the missing finger. Pearson Education, 2011
- The Sultan's Tigers. 2013

Dragonsitter
- Dragonsitter trouble. Illustrationen Garry Parsons. Little, Brown and Company, New York 2013
  - Der Drachensitter. Illustrationen Garry Parsons. Übersetzung Anu Stohner. Sauerländer, Mannheim 2013
- The dragonsitter's castle. Illustrationen Garry Parsons. Little, Brown and Company, New York 2013
- The dragonsitter's island. Illustrationen Garry Parsons. Little, Brown and Company, New York 2014
- The dragonsitter's party. Illustrationen Garry Parsons. Little, Brown and Company, New York 2015
- The dragonsitter to the rescue. Illustrationen Garry Parsons. Little, Brown and Company, New York 2016
- The dragonsitter takes off. Illustrationen Garry Parsons. Little, Brown and Company, New York 2016

Joshua Doder
- A Dog Called Grk. 2005
  - Ein Hund namens Grk. Vignetten Daniel Napp. Übersetzung Franziska Gehm. Beltz & Gelberg, Weinheim; Basel 2009
- Grk and the Pelotti Gang. 2006
  - Grk und die Pelotti-Bande. Vignetten Daniel Napp. Übersetzung Katharina Diestelmeier. Beltz & Gelberg, Weinheim; Basel 2010
- Grk and the Hot Dog Trail. 2006
  - Grk auf der Hot-Dog-Spur. Vignetten Daniel Napp. Übersetzung Franziska Gehm. Beltz & Gelberg, Weinheim; Basel 2010
- Grk: Operation Tortoise. 2007
- Grk Smells a Rat. 2008
  - Grk jagt die blaue Ratte. Vignetten Daniel Napp. Übersetzung Franziska Gehm. Beltz & Gelberg, Weinheim; Basel 2011
- Grk Takes Revenge. 2009
  - Grk ist nicht zu fassen. Vignetten Daniel Napp. Übersetzung Franziska Gehm. Beltz & Gelberg, Weinheim; Basel 2011
- Grk Down Under. 2010
  - Grk auf heißer Spur in Australien. Vignetten Markus Spang. Übersetzung Franziska Gehm. Beltz & Gelberg, Weinheim; Basel 2011
- Grk and the Phoney Macaroni. 2012